# Kościół Ta’ Duna w Rabacie
Kościół Ta' Duna, formalnie Kościół Wniebowzięcia Najświętszej Maryi Panny Ta' Duna (lub Ta' Doni) (malt. Il-Knisja ta' Santa Maria ta’ Duna (Ta' Doni), ang. Church of the Assumption of Virgin Mary Ta' Duna (Ta' Doni)) – rzymskokatolicki kościół w Rabacie na Malcie.  

## Historia
Określenie Ta' Doni pochodzi od łacińskiego słowa „dona”, znaczącego „dary”, „łaski”. W zamierzchłych czasach kaplica była znana pod wezwaniem Sancta Maria Donorum (Matki Bożej Łaskawej). Pierwsza kaplica, opisana jako in Rabbato Melite in Ruga vocata Sancta Marie de Dune, stała w pobliżu dziś istniejącego kościoła przed 1487. Biskup Pietro Dusina, wizytator apostolski na Malcie, wymienia ten kościół w swoim raporcie z 22 stycznia 1575, wraz z jego wezwaniem Wniebowzięcia Najświętszej Maryi Panny. Kościół nie był beneficjum, stąd jego wyposażenie było ubogie. Okoliczni mieszkańcy opiekowali się nim, w soboty oraz święta odprawiana była msza święta. Dlatego też świątynia uniknęła desakralizacji przez biskupa Dusinę.
Około 1644 w kościele zainstalowany został nowy ołtarz, ufundowany przez Mariettę Bonello. W latach 1662–1666, kiedy rektorem był kanonik Dun Giovanni Battista Zahra, dotychczasowy kościół został przebudowany, wchłonąwszy stojący bardzo blisko inny, zdesakralizowany w 1656, pod wezwaniem św. Jana Chrzciciela.
Kościół Ta' Duna miał wielkie poważanie wśród mieszkańców. Baliw F.D. Antonio Sauna de Martenugno ufundował dlań adamaszkowe ozdoby na okazje świąteczne. W 1685 kanonik Antonio Famucelli podarował marmurowy posąg Najświętszej Panienki, zaś w 1694 przeznaczył niewielki kapitał na opłacanie mszy świętych podczas siedmiu głównych świąt Matki Bożej.
W 1744 biskup Paul Alphéran de Bussan wizytował kościół, zostawiając jego dokładny opis. Od tamtego czasu nie uległ on znaczącym zmianom.
Z czasem fiesta w święto patronalne odbywała się coraz rzadziej, by w XIX wieku zostać całkowicie zapomnianą. Doszło do tego, że nieformalnie zmieniono wezwanie kościoła, zaczęto go nazywać kościołem Niepokalanego Poczęcia. Z początkiem XX wieku świątynia została opuszczona. Podczas II wojny światowej, praktycznie pozbawiony wszelkich sprzętów liturgicznych, budynek przejęty został przez Air Raid Precautions (obrona cywilna przed nalotami bombowymi). Kilka lat po wojnie opiekę nad kościołem objął o. Karm Ċappara, a następnie kanonik ks. Vinċens Galea. Doprowadził on do odnowienia kościoła i udostępnienia go ogółowi. W grudniu 1991 kościół przekazany został Legionowi Maryi, który organizuje tutaj swoje spotkania, a także udziela się wśród turystów odwiedzających świątynię.  

## Architektura

### Wygląd zewnętrzny
Dzisiejszy wygląd zewnętrzny kościoła pochodzi z połowy XVIII wieku. Surowa fasada charakteryzuje się narożnymi toskańskimi pilastrami, umieszczonymi w wielkim porządku. Podtrzymują one pełne belkowanie, w którego architrawie umieszczone jest centralnie niewielkie owalne okno. Całość fasady wieńczy przerwany fronton w stylu Vignola. Półkoliście zakończone wejście oflankowane jest dwoma toskańskimi pilastrami, na których wsparta jest entablatura zwieńczona trójkątnym naczółkiem.

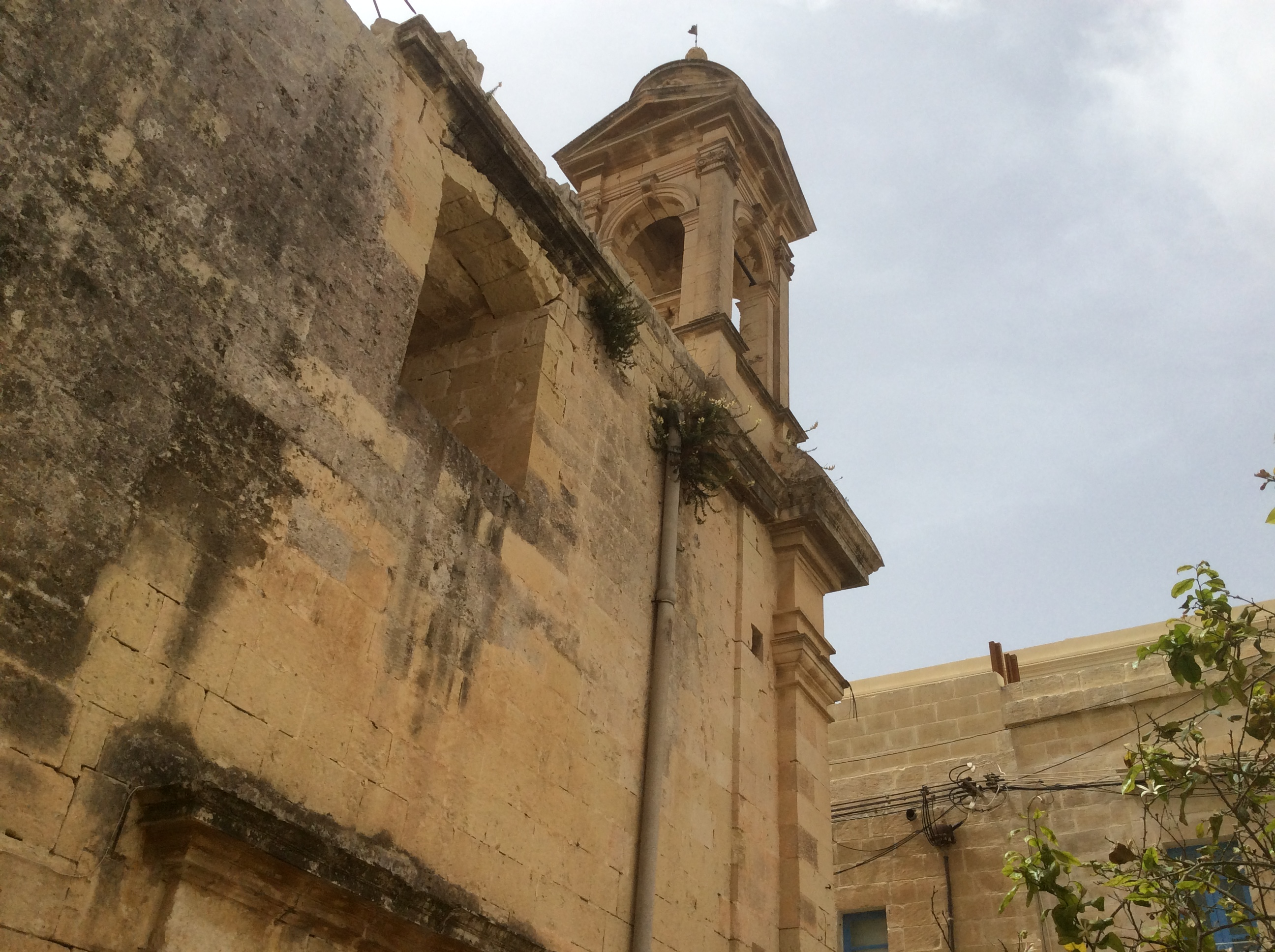
Dzwonnica

 Fasada po jej lewej stronie, od strony patrzącego, zwieńczona jest kwadratową dzwonnicą, prawdopodobnie dobudowaną później. Boczne wejście, od strony Triq Doni, umieszczone jest pomiędzy dwoma ścianami przyporowymi. Ponad otoczonymi prostą ramą drzwiami góruje półokrągły naczółek. U szczytu ściany dwa prostokątne okna, oraz trzy kamienne rzygacze.  

### Wnętrze

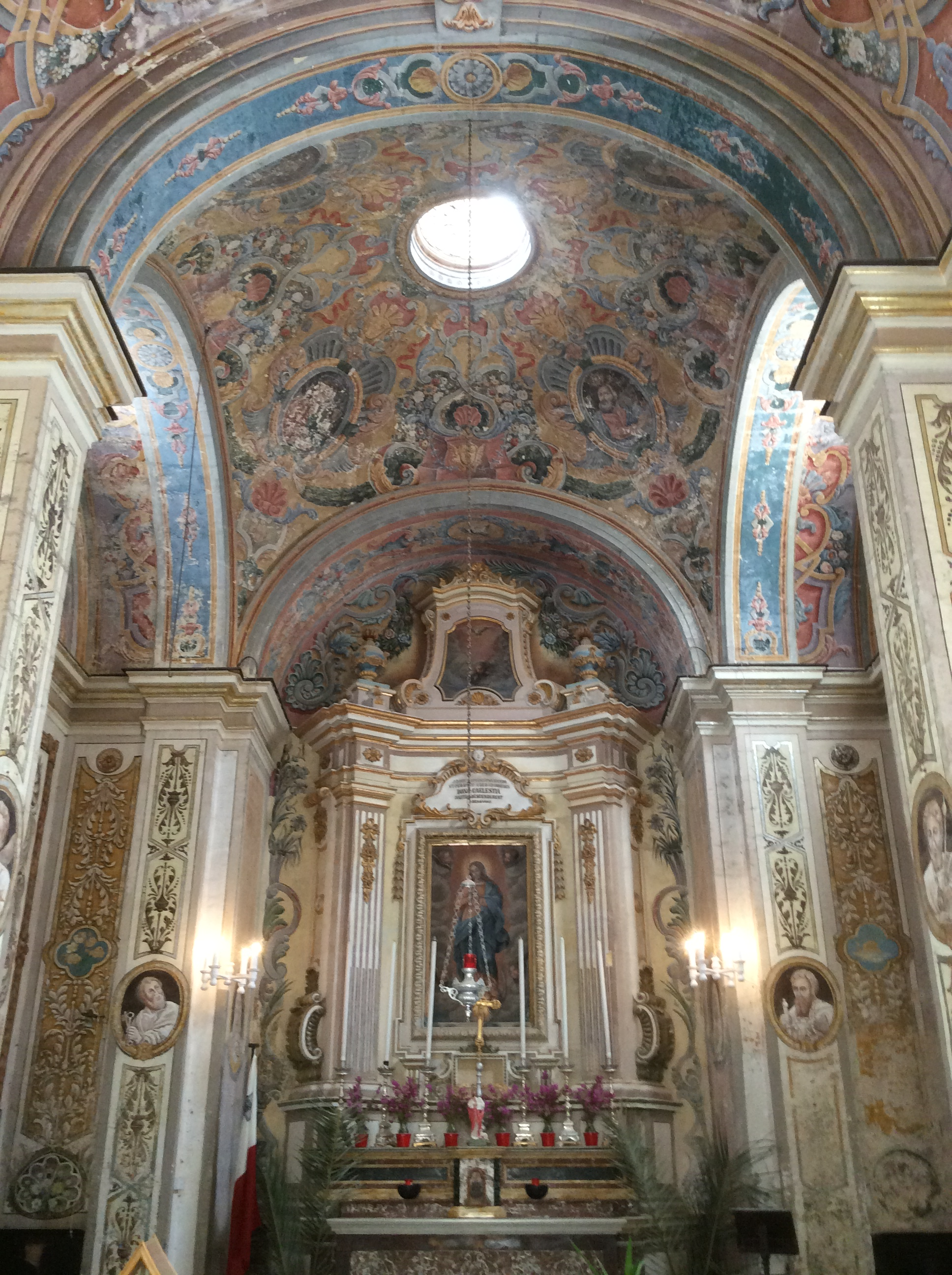
Wnętrze kościoła

Wnętrze kościoła ma kształt prostokąta. Nawa przykryta jest sklepieniem beczkowym, podzielonym na pięć segmentów, wspartym na gzymsie biegnącym wokół wnętrza. Na końcach środkowego pola umieszczone są okna. W bocznych ścianach nawy, wewnątrz łuków, na prawo drzwi prowadzące na Triq Doni, na lewo zaś do małego ogródka.

Kwadratowe w kształcie przecięcie nawy z płytkim transeptem przykryte jest płaską kopułą, w literaturze anglojęzycznej nazywaną sail dome, wspartą pendentywami na ośmiu doryckich pilastrach, których pary połączone są łukami. W centrum kopuły znajduje się okrągły świetlik.

W płytkim prezbiterium, oddzielonym od nawy marmurowymi balaskami, znajduje się ołtarz z obrazem przedstawiającym Maryję Niepokalaną wśród chmur, stojącą na łuku księżyca, z aniołkami wokół. Sposób przedstawienia Maryi na tym obrazie tradycyjnie związany jest z Niepokalanym Poczęciem, stąd wezwanie kościoła jest czasem błędnie podawane jako „Kuncezzjoni” (malt. Niepokalane Poczęcie). Obraz umieszczony jest we wspaniałym reredos, skomponowanym z dwóch grup pilastrów, wspierających belkowanie z kartuszem, z inskrypcją wewnątrz. Ponad całością góruje nisza z obrazem Duch Święty. Nad wejściem znajduje się galeria organowa. 
Kościół jest wspaniale ozdobiony. Jego ściany, pilastry, łuki, sklepienie oraz kopuła pokryte są malowidłami, wśród których umieszczone są przedstawienia apostołów i ewangelistów.  

## Świątynia dzisiaj
Aktualnie nie są odprawiane regularne msze św. w kościele. Jest on udostępniony Legionowi Maryi, który organizuje tu swoje spotkania.  

## Ochrona dziedzictwa kulturowego
Od 27 czerwca 2014 budynek świątyni umieszczony jest na liście National Inventory of the Cultural Property of the Maltese Islands pod nr. 2350.